# DD Microscopii
DD Microscopii även känd som CD-43°14304, är en dubbelstjärna belägen i den mellersta delen av stjärnbilden Mikroskopet. Den har en högsta kombinerad skenbar magnitud av ca 11,0 och kräver ett teleskop för att kunna observeras. Baserat på parallax enligt Gaia Data Release 3 på ca 0,107 mas, beräknas den befinna sig på ett avstånd på ca 30 000 ljusår (1 000-2 000 parsek) från solen.  

## Egenskaper
Primärstjärnan DD Microscopii är en orange till röd jättestjärna av spektralklass K2 III eller K5/M0 IIIe. Den har en massa som är ca 1,5 solmassa, en radie som är ca 103 solradier och har en effektiv temperatur av ca 3 900 K.

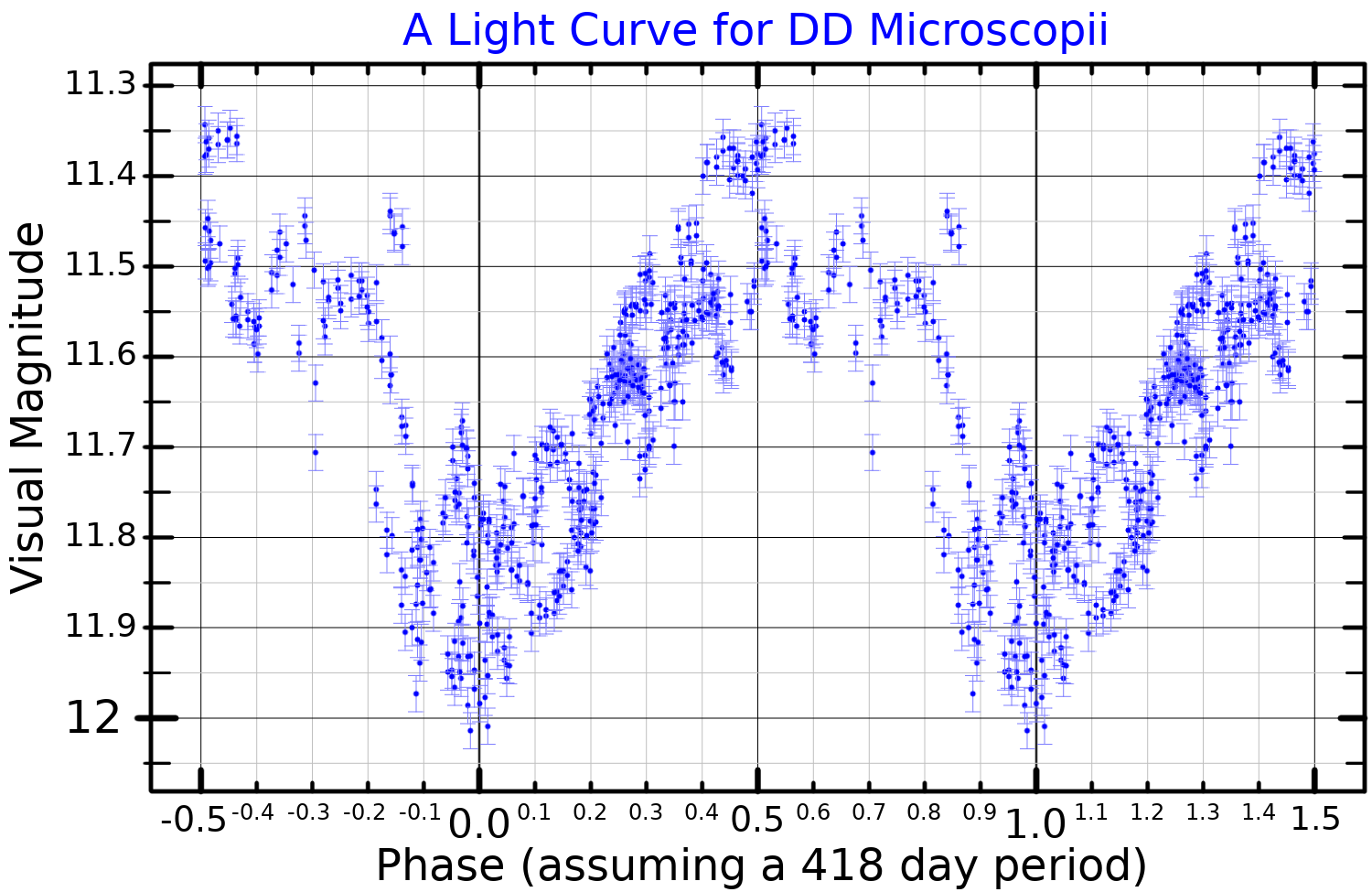
Ljuskurva i synliga bandet för DD Microscopii, plottad från ASAS-SN-data

DD Microscopii är ett symbiotiskt stjärnsystem som består av en orange jätte i snäv omloppsbana med excentricitet 0,22, med en vit dvärg  som joniserar stjärnvinden från den större stjärnan. Båda stjärnorna har en omloppsperiod på cirka 4 år. Stjärnsystemet har sitt ursprung i Vintergatans galaktiska halo, vilket anges av den höga galaktiska latituden. DD Microscopii är katalogiserad som en Z Andromedae-variabel, en typ av symbiotisk dubbelstjärna med enstaka utbrott. Den fluktuerar mellan magnituderna 11,0 och 11,7 under ett intervall på nästan 400 dygn.